# Realme GT2
realme GT2 — лінія смартфонів компанії realme, що входять в серію GT. Модельний ряд складається з realme GT2, GT2 Pro та GT Neo2. realme GT2 та GT2 Pro були представлені в Китаї 4 січня 2022 року, а GT Neo2 — 22 вересня 2021 року. Також існує спрощена модель realme GT Neo2 під назвою realme GT Neo2T.
25 травня 2022 року разом з realme Q5 був представлений realme Q5 Pro, який відрізняється від GT Neo2 швидшою зарядкою та гоночним оформленням задньої панелі. На глобальному ринку realme Q5 Pro був представлений 7 червня того ж року як realme GT Neo3T.
На глобальному ринку realme GT2 та GT2 Pro були представлені 28 лютого 2022 року на MWC 2022.

## Дизайн

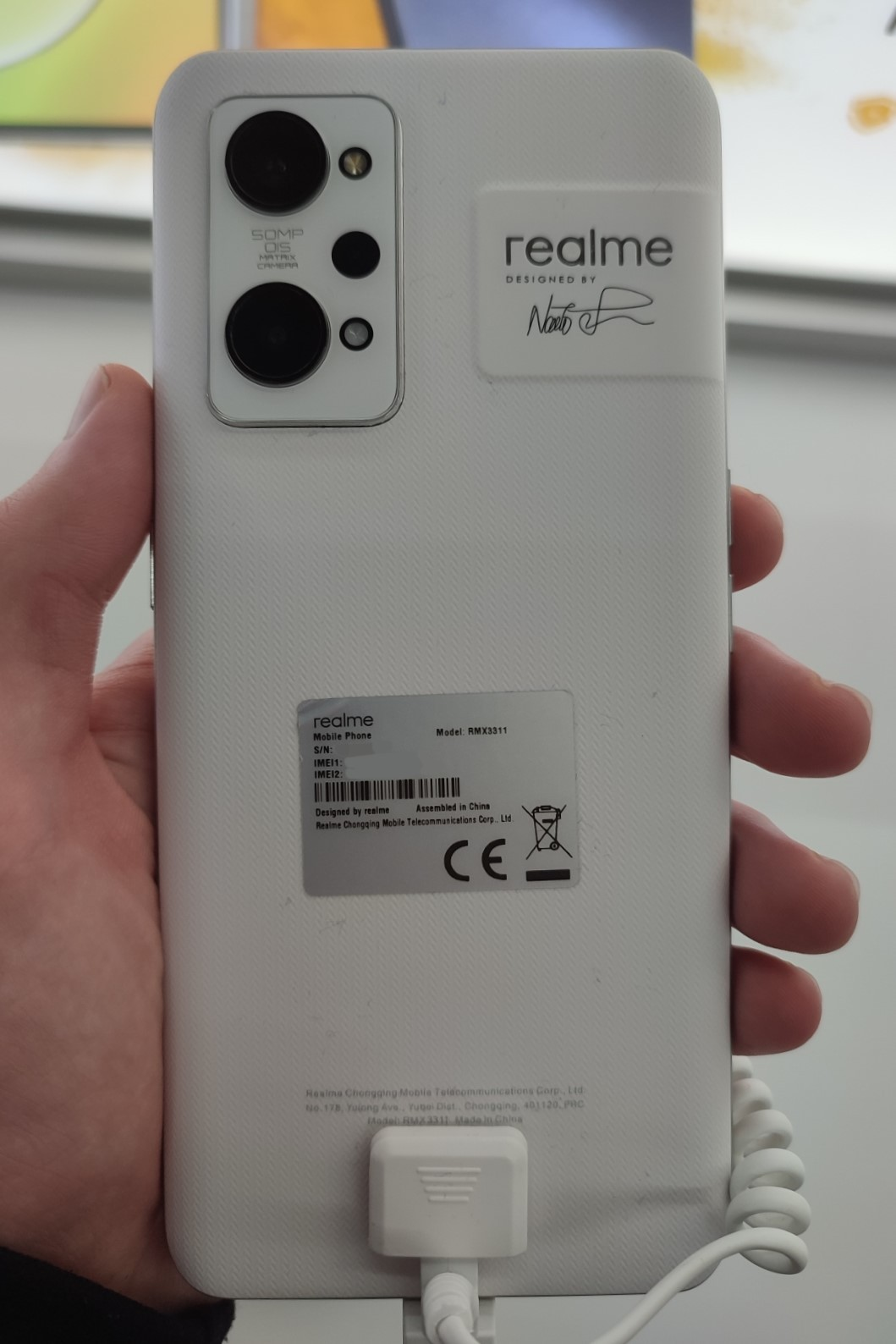
Задня панель realme GT2 в кольорі Білий папір

Екран у GT2, GT Neo2 та Q5 Pro виконаний зі скла Corning Gorilla Glass 5, а в GT2 Pro — Gorilla Glass Victus. Задня частина у GT Neo2 виконана з матового скла, Q5 Pro — глянцевого скла а у GT2 та GT2 Pro — з матового скла у чорному та блакитному або біополімеру у зеленому та білому кольорах. Бокова частина у GT2 та GT Neo2 виконана з пластику, а у GT2 Pro — з алюмінію.
Дизайн біополімерних варіантів realme GT2 та GT2 Pro був розроблений спільно з японським дизайнером Наото Фукусава, який вже до того розробляв дизайн шкіряних версій смартфонів лінійки realme GT Master Edition. Особливістю цього дизайну стало те, що задня біополімерна панель відчувається на дотик як папір, бо частково складається з нього.
Знизу розміщені роз'єм USB-C, динамік, мікрофон та слот під 2 SIM-картки. Зверху розташований додатковий мікрофон. З лівого боку розміщені кнопки регулювання гучності. З правого боку розміщена кнопка блокування смартфона.
realme GT2 та GT2 Pro продавалися в 4 кольорах: Чорний метал, Блакитний титан, Зелений папір та Білий папір.
realme GT Neo2 продавався в 3 кольорах: NEO Чорному, NEO Блакитному (блакитно-жовтий) та NEO Зеленому (зелений з чорною глянцевою лінією). В Україні смартфон продається тільки у NEO Чорному та NEO Блакитному.
realme Q5 Pro продавався в 3 кольорах: Summer Engine (жовтий), Snow Drift (білий) та Phantom (чорний).
realme GT Neo3T продавався в 3 кольорах: Dash Yellow (жовтий), Drifting White (білий) та Shadow Black (чорний).

## Технічні характеристики

### Платформа
realme GT2 отримав процесор Qualcomm Snapdragon 888 та графічний процесор Adreno 660.
realme GT2 Pro отримав процесор Qualcomm Snapdragon 8 Gen 1 та графічний процесор Adreno 730.
realme GT Neo2 та GT Neo3T отримали процесор Qualcomm Snapdragon 870 та графічний процесор Adreno 650.

### Батарея
Батарея усіх моделей отримала об'єм 5000 мА·год. В лінійки GT2 присутня підтримка швидкої зарядки на 65 Вт, а GT Neo3T — 80 Вт.

### Камера
realme GT2 отримав основну потрійну камеру 50 Мп, f/1.8 (ширококутний) з фазовим автофокусом та оптичною стабілізацією + 8 Мп, f/2.2 (надширококутний) з кутом огляду 119° + 2 Мп, f/2.4 (макро). Основна камера може записувати відео в роздільній здатності 4K@60fps.
realme GT2 Pro отримав основну потрійну камеру 50 Мп, f/1.8 (ширококутний) з фазовим автофокусом та оптичною стабілізацією + 50 Мп, f/2.3 (надширококутний) з кутом огляду 150° + 3 Мп, f/3.0 (мікроскоп) з автофокусом та 40X збільшенням. Основна камера може записувати відео в роздільній здатності 8K@24fps.
realme GT Neo2 та GT Neo3T отримали основну потрійну камеру 64 Мп, f/1.8 (ширококутний) з фазовим автофокусом + 8 Мп, f/2.3 (надширококутний) з кутом огляду 119° + 2 Мп, f/2.4 (макро). Основна камера може записувати відео в роздільній здатності 4K@60fps.
realme GT2, GT Neo2 та GT Neo3T отримали фронтальну камеру 16 Мп, f/2.5 (ширококутний), а GT2 Pro — 32 Мп, f/2.4 (ширококутний). Фронтальна камера усіх моделей може записувати відео в роздільній здатності 1080p@30fps.

### Екран
realme GT2, GT Neo2 та GT Neo3T отримали екран AMOLED, 6.62", FullHD+ (2400 × 1080) зі щільністю пікселів 398 ppi та співвідношенням сторін 20:9.
realme GT2 Pro отримав LTPO 2.0 AMOLED E5 екран, 6.7", 2K (3216 × 1440) зі щільністю пікселів 526 ppi.
В усіх моделей дисплей має частоту оновлення 120 Гц, виріз під фронтальну камеру у верхньому лівому кутку та вбудований під екран оптичний сканер відбитків пальців.

### Звук
Смартфони отримали стереодинаміки. Роль другого динаміка виконує розмовний.

### Пам'ять
realme GT2 та GT Neo2 продавалися в комплектаціях 8/128, 8/256 та 12/256 ГБ. В Україні ці моделі доступні тільки в комплектації 12/256 ГБ.
realme GT2 Pro продавався в комплектаціях 8/128, 8/256, 12/256 та 12/512 ГБ. В Україні realme GT2 Pro доступний тільки в комплектації 8/128 ГБ.
realme GT Neo3T продавався в комплектаціях 8/128 та 8/256 ГБ.
realme Q5 Pro продавався в комплектаціях 6/128, 8/128 та 8/256 ГБ.

### Програмне забезпечення
realme GT2, GT2 Pro та GT Neo3T були випущені на realme UI 3 на базі Android 12 і оновлені до realme UI 5 на базі Android 14, а GT Neo2 — на realme UI 2 на базі Android 11 та realme UI 4 на базі Android 13 відповідно.

## Dragon Ball Limited Edition
realme GT Neo2 Dragon Ball Limited Edition та realme GT Neo3T Dragon Ball Limited Edition  — спеціальні обмежені видання realme GT Neo2 та GT Neo3T відповідно, присвячені аніме Dragon Ball. Від звичайних моделей GT Neo2 та GT Neo3T Dragon Ball Limited Edition відрізняються стилізованими синьо-помаранчевим дизайном, коробкою, шпилькою для витягування слота з SIM-картками, яка нагадує четвертий Dragon Ball, ексклюзивними наліпками та малюнком по Dragon Ball Z. Продаються за ціною 599$ та 500€.

## Рецензії

### realme GT Neo2
Оглядач з інформаційного порталу ITC.ua поставив realme GT Neo2 4 бали з 5. До мінусів він відніс непрозорий чохол, що прикриває дизайн корпусу та є слизьким, відсутність оптичної стабілізації камери, слота для microSD та 3.5 мм аудіоро'єма. До плюсів оглядач відніс великий дисплей з частотою 120 Гц, продуктивний процесор, швидку оболонку з великою кількістю налаштувань, підтримку стерео та Dolby Atmos, швидку зарядку потужністю 65 Вт та хорошу комплектацію. У висновку він сказав, що «realme GT NEO 2 вийшов добре збалансованим субфлагманським смартфоном. Він добре підійде для ігор, перегляду фільмів в дорозі, навігації і зйомці фото або відео… На жаль, не обійшлося і без мінусів. Більш за все засмучують копієчна економія на слоті для карти пам'яті та роз'ємі для навушників. Та і бездротова зарядка або оптична стабілізація зображення в смартфоні субфлагманського класу були б дуже бажаними. Хоча це спричинило б за собою відповідне збільшення вартості.»